# Maxime Maufra
Maximilien Émile Louis Maufra (Nantes, 17 de juny de 1861 - Poncé-sud-le-Loir, 23 de maig de 1918), anomenat Maxime Maufra, va ser un pintor francès.

## Biografia
Es va iniciar en la pintura reproduint els paisatges de les ribes del Loire, però el seu pare, que havia decidit convertir-lo en un home de negocis, li va obligar a fer un viatge d'aprenentatge a Anglaterra. Allà va descobrir la pintura de Turner i va visitar Gal·les i Escòcia, els paisatges de la qual suposarien per a ell una font d'inspiració. Va tornar a França en 1884 i va començar alhora la seva activitat professional i els seus treballs pictòrics.
En 1886, durant una exposició en el saló de París, fou descobert per Octave Mirbeau, però fins a 1890 no va decidir consagrar-se plenament a la pintura.
El 1892 va ser el primer a instal·lar-se en el Bateau-Lavoir. Després de conèixer a Gauguin en 1890, va passar temporades a Pont-Aven i a Le Pouldu i va acabar per aprofundir un estil propi per a abordar els paisatges, amb predilecció per les estampes marines de Bretanya. Posteriorment va visitar Quiberon, la punta de Raz, la península de Crozon i altres llocs. Maufra era a més militant regionalista, i va ser un dels animadors de la Secció de Belles Arts de la Unió Regionalista Bretona.